# С за семейство
„С за семейство“ (на английски: F is for family), е американско драмедийно, ситком, анимационно предаване за възрастни. Създадено е от Бил Бър.

## Сюжет
Действието на сериала се развива през 70-те години на ХХ век и разказва за превратностите на живота семейство Мърфи: Франк, Сю и техните деца – Кевин, Морийн и Бил, които се опитват да водят нормален живот.

## Персонажи
- Франсис Мърфи: обезверен, неприятен, ветеран от Корейската война
- Сю Мърфи: съпругата на Франсис и предприемач
- Кевин Мърфи: най-големия син на Франсис и страстен китарист
- Вик Рейнолдс: богат съсед на сем. Мърфи, който е женкар
- Бил Мърфи: средния син на Франсис
- Морийн Мърфи: най-малкото дете на Франсис и единствената дъщеря, тя бива наричана от Франсис – „принцесо“